# Pendleton (Oregón)
Pendleton es una ciudad ubicada en el condado de Umatilla en el estado estadounidense de Oregón. En el año 2006 tenía una población de 17,310 habitantes y una densidad poblacional de 628.3 personas por km².

## Geografía
Pendleton se encuentra ubicada en las coordenadas 45°40′13″N 118°47′53″O / 45.67028, -118.79806.

## Demografía
Según la Oficina del Censo en 2000 los ingresos medios por hogar en la localidad eran de $36,800, y los ingresos medios por familia eran $47,410. Los hombres tenían unos ingresos medios de $31,763 frente a los $23,858 para las mujeres. La renta per cápita para la localidad era de $17,551. Alrededor del 13.3% de la población estaban por debajo del umbral de pobreza.